# Tatmehrheit
Tatmehrheit (auch Realkonkurrenz genannt) ist ein Begriff des deutschen Konkurrenzrechts. Sie liegt vor, wenn jemand durch mehrere selbständige Handlungen mehrere verschiedene Straftatbestände beziehungsweise den gleichen Straftatbestand mehrmals verwirklicht. Die Tatmehrheit führt zu einer gleichzeitigen Aburteilung und ist in § 53 Strafgesetzbuch geregelt. Den Gegenbegriff bildet die Tateinheit, die vorliegt, wenn dieselbe Handlung mehrere Strafgesetze oder dasselbe Strafgesetz mehrmals verletzt (§ 52 StGB).
Aus den einzelnen Freiheits- oder Geldstrafen wird nach dem Asperationsprinzip eine so genannte Gesamtstrafe gebildet. Anders im Jugendstrafrecht: dort wird nicht auf eine Gesamtstrafe, sondern auf eine Einheitsstrafe (§ 31 JGG) erkannt.
Unterschieden wird die gleichartige und die ungleichartige Tatmehrheit. Eine gleichartige Tatmehrheit liegt vor, wenn mehrere Verletzungen desselben Strafgesetzes vorliegen. Bei der ungleichartigen Tatmehrheit sind verschiedene Gesetze verletzt worden.
Auch Ordnungswidrigkeiten können tatmehrheitlich begangen werden (§ 20 OWiG).